# 1899 (TV-serija)
1899 je mnogojezična nemška obdobna misterijska znanstvenofantastična televizijska nadaljevanka, ki sta jo ustvarila Jantje Friese in Baran bo Odar. Premierno so jo prikazali na Netflixu 17. novembra 2022. Prejela je večinoma pozitivne kritike s pohvalami za zasedbo, režijo, kinematografijo in igro. Ustvarjalca sta imela zamisli še za dve sezoni, a so nadaljevanko 2. januarja 2023 ukinili.

## Premisa
Nadaljevanka je postavljena v leto 1899 in spremlja skupino evropskih izseljencev, ki potujejo iz Southamptona v Združenem kraljestvu na parniku Kerberos, da bi začeli novo življenje v New Yorku v ZDA.

## Igralska zasedba in liki

### Glavni igralci
- Emily Beecham kot Maura Henriette Franklin/Singleton, nevrologinja in ena prvih zdravnic v Združenem kraljestvu, ki je sama potovala v Ameriko
- Aneurin Barnard kot Daniel Solace, skrivnostni moški, ki se vkrca na Kerberos.
- Andreas Pietschmann kot Eyk Larsen, ladijski kapitan, ki ga je uničil vremenski vpliv
- Miguel Bernardeau kot Ángel, bogati Španec, ki potuje z Ramirom
- José Pimentão kot Ramiro, lažni portugalski duhovnik, ki potuje z Ángelom
- Isabella Wei kot Ling Yi, skrivnostna mlada ženska iz Hongkonga, ki potuje z Yuk Je
- Gabby Wong kot Yuk Je, ženska srednjih let iz Hongkonga, ki potuje z Ling Yi
- Yann Gael (fr) kot Jérôme, francoski slepi potnik
- Mathilde Ollivier kot Clémence, mlada ženska iz pariške elite, ki jo spremlja njen novi mož Lucien
- Jonas Bloquet kot Lucien, Parižan višjega razreda in nekdanji poročnik Francoske tujske legije, na novo poročen s svojo ženo Clémence
- Rosalie Craig kot Virginia Wilson, družabna, bogata Britanka
- Maciej Musiał kot Olek, poljski ladijski kurjač na poti v New York
- Clara Rosager kot Tove, mlada danska nosečnica, ki z družino potuje v New York
- Lucas Lynggaard Tønnesen kot Krester, mladi Danec s skrivnostno brazgotino na obrazu
- Maria Erwolter kot Iben, verna Danka, ki potuje z možem Ankerjem in tremi otroci, in menda sliši božji glas
- Alexandre Willaume kot Anker, verni Danec na poti v New York z ženo Iben, sinom Kresterjem ter hčerkama Tove in Ado
- Tino Mewes kot Sebastian, prvi častnik na Kerberosu
- Isaak Dentler kot Franz, kapitanova desna roka
- Fflyn Edwards kot Elliot, alias »deček«, skrivnostni nemi deček, najden v nenavadnih okoliščinah, ki postane Maurin varuh na krovu Kerberosa
- Anton Lesser kot Henry Singleton, britanski vlagatelj in Maurin oče

### Občasni igralci
- Vida Sjørslev kot Ada, Kresterjeva in Toveina mlajša sestra
- Alexander Owen kot Landon, ladijski kurjač in Darrelov prijatelj
- Ben Ashenden kot Darrel, ladijski kurjač in Landonov prijatelj
- Richard Hope kot dr. Reginald Murray, nesramni britanski zdravnik
- Joshua Jaco Seelenbinder kot Eugen, častnik na Kerberosu
- Niklas Maienschein kot Wilhelm, telegrafist na Kerberosu
- Jónas Alfreð Birkisson kot Einar, potnik tretjega razreda iz Norveške in upornik
- Heidi Toini kot Bente, potnica tretjega razreda

### Gostujoči igralci
- Cloé Heinrich kot Nina Larsen, Eykova hči
- Alexandra Gottschlich kot Sara Larsen, Eykova žena
- Kaja Chan kot Mei Mei, prijateljica Ling Yi v Hongkongu
- Martin Greis kot Villads, posestnik, ki je zaposloval Ankerjevo družino

## Seznam epizod in vsebina
| Št. | naslov                   | režiser       | avtor                                        | prvo predvajanje  |
| --- | ------------------------ | ------------- | -------------------------------------------- | ----------------- |
| 1 | "Ladja" "The Ship"       | Baran bo Odar | Jantje Friese                                | 17. november 2022 |
| 19. oktobra 1899 parnik Kerberos pluje iz angleškega Southamptona v New York. Štiri mesece prej je na isti poti brez sledu izginila njena sestrska ladja Prometheus. Maura in številni potniki v prvem razredu na Kerberosu so v jedilnici, ko potnik tretjega razreda Krester plane s prošnjo za zdravnika. Franz vrže Kresterja, vendar Maura sledi Kresterju v tretji razred, kjer razreši Toveino plepleteno popkovnico. Lucien in Clémence se borita z intimnostjo. Maura ima čudne vizije. Naleti na kapitana Kerberosa, Eyka, ki jo opozori, naj upošteva pravila ladje. Potem ko prejme sporočilo samo niza koordinat, verjetno od Prometheusa, Eyk spremeni smer plovbe Kerberosa na te koordinate, na žalost številnih potnikov. Kerberos zagleda Prometheusa, ki je videti zapuščen. Eyk se skupaj z Mauro, Ramirom, Olekom in Jérômom vkrca na Prometheus. Ángel se zanima za Kresterja. Skrivnostni moški se vkrca na Kerberos in se preseli v sobo poleg Maurine. Na Prometheusu Eyk najde nenavaden trak za lase in odkrije, da je telegraf uničen. Maura sledi hrošču skarabeju do omare in jo odpre, kjer najde dečka, ki ji izroči črn predmet v obliki tetraedra. |                          |               |                                              |                   |
| 2 | "Deček" "The Boy"        | Baran bo Odar | Jantje Friese in Dario Madrona López Gallego | 17. november 2022 |
| Eyk od ladijskega podjetja prejme sporočilo, v katerem sta samo dve besedi: »Potopite ladjo«. Maura nastani dečka, edino osebo, odkrito na Prometheusu, v svoji sobi. Pri njem najde prstan in za njegovim levim ušesom simbol narobe obrnjenega trikotnika z vodoravno črto. Skrivnostni moški se Mauri predstavi kot Daniel. Ángel da Kresterju pločevinasto cigaretnico. Jérôme vdre v sobo Luciena in Clémence ter pusti medaljo reda legije časti. Eyk ima halucinacije o svoji ženi in treh hčerkah, ki so pred nekaj leti umrle v hišnem požaru – od njegovih hčera nosi enak trak za lase kot ga je našel na Prometheusu. Zbudi se in ugotovi, da se je pod posteljo v njegovi sobi pojavil jašek. Tove najde cigaretnico in jo jezno vrne Ángelu. Ángel in Ramiro se prepirata, zaradi česar imata spolne odnose. Odkrijejo, da je Jérôme slepi potnik in obrzdan. Maura dečku pokaže pismo z enakim trikotniškim simbolom, zaradi katerega se je vkrcala na ladjo, a on ostane nem. Eyk se odloči, da bo Prometheusa odvlekel nazaj v Evropo, na vedno večje nezadovoljstvo številnih potnikov in posadke. Eyk pokaže Mauri podobno pismo, ki ga je pripeljalo do Kerberosa, in verjame, da so odgovori na Prometheusu. Ado najdejo mrtvo na krovu. Nekje drugje nekdo spremlja potnike na ladji na zaslonih. |                          |               |                                              |                   |
| 3 | "Megla" "The Fog"        | Baran bo Odar | Jantje Friese in Emma Ko                     | 17. november 2022 |
| Adinega vzroka smrti ni mogoče ugotoviti. Ko Kerberos zaide v gosto meglo, Eyk ukaže naj se ladja ustavi in počaka, da se megla razprši. V svoji sobi pokaže Mauri trak za lase in palico. Oba se vrneta k Prometheusu, da bi našla kapitanov dnevnik. Prvi častnik Sebastian odkrije ploščo in vnese zaporedje različno obrnjenih trikotnikov. Medtem ko se Ling Yi po prepiru o njenem šolanju za gejšo skriva pred mamo, se spomni prijateljičine smrtne nezgode, zaradi katere se je vkrcala na Kerberos. Olek najde Ling Yi in jo potolaži. Ker Franz ne uboga Eykovega ukaza, naj Adina smrt ostane skrivnost, dovoli Tovei, da vrne njeno truplo. Krester ročno stimulira Ángelov penis. Daniel vstopi v Maurino sobo in se sreča z dečkom. Na Prometheusu Eyk in Maura najdeta še en jašek s trikotniškim simbolom, ki je tudi logotip ladijske družbe. Na Kerberosu najdejo več trupel. Eyk v Prometheusovih pečeh najde dokument, ki ga skrije pred Mauro. Ling Yi zabava Luciena, čeprav ima epileptični napad, potem ko ga je Clémence prej zmotila in mu preprečila vzeti zdravilo. Besen zaradi Eykove odločitve, da se vrne v Evropo in prikrije Adino smrt, Franz oboroži potnike tretjega razreda in jih nagovarja k uporu. Olek poskuša opozoriti Eyka, vendar ga pretepejo in zaprejo z Jérômom. Ramiro opozori Eyka, vendar oba aretirajo uporniki, ki jih vodi Tove. Daniel z napravo, ki spominja na drsno sestavljanko, teleportira Kerberos.                                          |                          |               |                                              |                   |
| 4 | "Boj" "The Fight"        | Baran bo Odar | Jantje Friese in Jerome Bucchan-Nelson       | 17. november 2022 |
| Uporniki s Kerberosom plujejo proti zahodu. Franz prisili Jérôma in Olka, da vržeta trupla čez krov. Sebastian prepriča Iben, da je za smrti kriv deček, ona pa prevzame poveljstvo nad uporniki in odredi preiskavo. Lucien najde medaljo in napade Clémence le da se opraviči in odide. Eyk in Ramiro pobegneta iz ujetništva. Iben preišče Maurino sobo, toda deček je izginil. Maura odkrije jašek, ki se pojavi pod njeno posteljo in v njem se skriva deček. Deček uporabi hrošča, da Mauro popelje na varno pot skozi ladjo. Olek uprizori odvračanje pozornosti in omogoči Jérômu pobeg. Krester pljune v Ángelov obraz pred Iben, vendar mu ona pove, da si želi, da bi Bog vzel njega in ne Ado. Jérôme naleti na Clémence in oba najdeta Eyka in Ramira, kasneje se jima pridružita Maura in deček. Šesterica poskuša spustiti rešilni čoln, a jih najdejo uporniki. Deček se sam preda, Jérôme pa poskuša posredovati in ga ustrelijo. Jérôme se spominja svojega časa v Francoski tujski legiji skupaj z Lucienom. Ko je Jérôme Lucienov predlog za dezertiranje zavrnil, Jérôma zaklene v celico, ukrade uniformo mrtvega častnika in Jérômu pusti medaljo. Na Kerberosu Eyk in Jérôme zbereta zveste privržence, ki nasprotujejo upornikom. Obe strani se spopadeta, vendar Iben dečka vrže čez krov, preden ga Maura doseže. Eyk naznani umik. Mauro sooči z dokumentom, ki jo navaja kot potnico na Prometheusu. Deček se na Kerberosu znova pojavi šokiranim zvestim privržencem.           |                          |               |                                              |                   |
| 5 | "Klic" "The Calling"     | Baran bo Odar | Jantje Friese in Juliana Lima Dehne          | 17. november 2022 |
| Zgrožena nad dejanji Iben in Kresterja, Tove prebegne k zvestim privržencem. V strahu pred dečkom ga zvesti privrženci zaprejo v omaro. Na Mauro streljajo, medtem ko ga poskuša osvoboditi, a čas nenadoma zamrzne in deček jo odpelje stran. Ko se čas nadaljuje, skrivnostni tiktakajoči hrup povzroči, da večina ladijskih potnikov, vključno z Yuk Je in Kresterjem, zaide v trans in se vrže čez krov. Deček napiše Mauri skrivnostno sporočilo, da ga »oni« poslušajo, in ji zašepeta, da če želi odgovore, mora »vprašati Stvarnika«. Deček s hroščem razkrije prehod v jašku in Mauro odpelje v zapuščeni duševni azil. Daniel mu sledi in dečku obljubi, da ga »on« ne bo našel. Kerberos prejme drugo sporočilo o »potopitvi ladje«. Med raziskovanjem azila Maura naleti na Henryja. Sprašuje ga o svojem davno izgubljenem bratu Ciaranu, a ji vbrizgajo črno snov in se znova zbudi na Kerberosu. Maura pove Eyku, da je njen oče lastnik ladijskega podjetja. S hroščem odpre prehod v jašku v Eykovi sobi, ki ju pripelje do Eykove požgane hiše. Daniel onemogoči tiktakanje in preživeli se ponovno zberejo. |                          |               |                                              |                   |
| 6 | "Piramida" "The Pyramid" | Baran bo Odar | Jantje Friese in Emil Nygaard Albertsen      | 17. november 2022 |
| Preživeli se lotijo različnih nalog: Maura in Eyk iščeta dečka; Ramiro in Anker ostaneta na mostu s Sebastianom; Ángel, Jérôme, Lucien, Olek, Ling Yi in Franz se odpravijo v strojnico, da ponovno zaženejo motor; Virginia, Clémence, Tove in Iben pa iščejo preživele. V ladji se začne pojavljati in rasti črna kovinska snov. Tove doživlja halucinacije o Kresterju in Adi ter ima prebliske na njeno posilstvo s strani fevdalnega gospodarja zaradi Kresterjevega razmerja z gospodarjevim sinom in njen umor gospodarja. Olek in Ling Yi se prvič poljubita. Maura in Eyk se vrneta v azil; ugotovita, da so stene videti kot trup ladje. Virginia se dotakne snovi in ta se razširi po njeni desni roki. Sebastian se teleportira z ladje in se sreča s Henryjem, ki mu pove, naj poišče dečka. Ladijski motor se ponovno zažene. Daniel sledi Mauri in Eyku; Eyk in Daniel se spopadeta, Daniel pa ga z napravo teleportira stran. Daniel pove Mauri, da sta se poročila pred 12 leti in da nič v njunem svetu ni resnično; Maura ga zaklene v sobo in vzame napravo. Eyk se zbudi in znajde na Prometheusu, obkrožen z morjem podobno zapuščenih ladij. |                          |               |                                              |                   |
| 7 | "Nevihta" "The Storm"    | Baran bo Odar | Jantje Friese                                | 17. november 2022 |
| Kerberos zapluje v nevihto. Preživeli na mostu se odpravijo v strojnico po pomoč. Na pol poti Iben noče slediti preostalim preživelim, Anker pa ostane z njo. Olek in Ling Yi se odpravita na most, da bi krmarila ladjo. Franz in Tove se premakneta, da bi zapečatila pregrade. Daniel podre zid in se povzpne skozi vrsto portalov v različnih pokrajinah. Maura spleza skozi jašek v Danielovi sobi in se znajde v zapuščeni hiši; vidi prebliske nje z Danielom in najde fotografije njiju dveh z dečkom. Daniel najde dečka in se zaveže, da bo povrnil Maurin spomin, da bo lahko »enkrat za vselej končala to zanko«; deček mu da poročni prstan. Daniel najde Mauro in ji pove, da je deček njun sin po imenu Elliot. Pove ji tudi, da sta v simulaciji in da mora najti razveljavitev. Maura vzame ključ s svojega obeska. Lucien se zgrudi zaradi napada; Clémence in Jérôme ga skušata spraviti do zdravila, vendar umre, preden ga lahko dobi. Ling Yi vidi videnje Yuk Je in steče ven; Olek jo reši, a jo odnese val. Ángel je zadet zaradi padajočih ruševin in umre v Ramirovih rokah. Franz se žrtvuje, da bi rešil Tove. Iben in Anker se skupaj utopita. Sebastian pripelje Elliota k Henryju, Henry pa prek interkoma zahteva ključ od Maure v zameno za njenega sina. Simulacija se konča in Kerberos je transportiran v morje ladij, kjer potniki najdejo Eyka. |                          |               |                                              |                   |
| 8 | "Ključ" "The Key"        | Baran bo Odar | Jantje Friese                                | 17. november 2022 |
| Maura, Eyk, Jérôme, Clémence, Ramiro, Tove, Ling Yi in Virginia ugotovijo, da so vsi prejeli pismo, zaradi katerega so se vkrcali na Kerberos. Maura jim pove, da so v simulaciji, ki jo je izvajal njen oče, vendar ji vsi razen Eyka ne zaupajo in odidejo. Maura popelje Eyka skozi jašek v Danielovi sobi do njegovih spominov na njuno družino. Maura in Eyk podreta zid in vstopita v niz portalov. Henry vbrizga Elliotu belo snov in odklene spomin, v katerem Maura vbrizga Elliotu črno snov, kljub temu, da ji je Daniel rekel, »naj ga pusti«. Daniel vdre v simulacijo, spremeni kodo in povzroči številne prekinitve. Preostali preživeli pobegnejo od hitro šireče se črne snovi na ladji in se teleportirajo v ozadja drug drugega, preden se vrnejo na ladjo. Maura in Eyk v azilu naletita na Sebastiana. Sebastian uporabi napravo, da onesposobi Eyka, nato odpelje Mauro do Henryja in mu preda ključ. Henry pove Mauri, da je ona Stvarnik. Henry uporabi ključ s tetraedrom, vendar ga je Daniel naredil neuporabnega. Simulacija se konča. Maura se ponovno sreča z Danielom, ki ji pove, da je Ciaran prevzel program. Daniel ji da sredstva za odhod in ji pove, da bo »vedno tam«. Maura se zbudi sama v zvezdni ladji, imenovani Prometheus, obkrožena z mnogimi drugimi, ki so bili na Kerberosu, postavljeni v začasno nedejavnost v pokončnih kapsulah. Na računalniškem terminalu vidi datum 19. oktober 2099 in prejme sporočilo od Ciarana, ki jo pozdravlja v resničnosti. |                          |               |                                              |                   |

## Produkcija

### Razvoj
13. novembra 2018 so objavili, da ustvarjalca televizijske nadaljevanke Dark Jantje Friese in Baran bo Odar razvijata projekt za Netflix v okviru njunega celotnega dogovora pri storitvi pretakanja. Dva tedna pozneje so potrdili, da se nadaljevanka nadaljuje, na Netflixovi tiskovni konferenci, na kateri so predstavili evropski izvirni program. Do julija 2020 je bo Odar prek Instagrama razkril, da je Friesejeva dokončala pisanje scenarija za pilotsko epizodo z naslovom »Ladja« (»The Ship«) Med intervjujem za spletno mesto z novicami Deadline Hollywood je Friesejeva pojasnila, kako sta evropska begunska kriza in brexit vplivala na nadaljevanko:
»Celoten evropski vidik je bil za nas zelo pomemben, ne samo glede zgodbe, ampak tudi način, kako jo bomo producirali. Resnično je moralo biti evropsko sodelovanje, ne le z igralci, ampak tudi z ekipo. Čutili smo, da smo v zadnjih letih, ko je Evropa nazadovala, želeli dati kontrapunkt brexitu in naraščajočemu nacionalizmu v različnih državah, da bi se vrnili k zamisli Evrope in Evropejcev, ki delajo in ustvarjajo skupaj. Biti zvest kulturam in jezikom je bilo zelo pomembno, nikoli nismo želeli imeti likov iz različnih držav, vendar vsi govorijo angleško. Želeli smo raziskati to srce Evrope, kjer vsi prihajajo od drugod in govorijo drugačen jezik, jezik pa opredeljuje velik del vaše kulture in vašega vedenja.«
Kot pri nadaljevanki Dark je bila Friesejeva glavna scenaristka oddaje. Pisateljsko ekipo so sestavljali pisatelji različnih narodnosti, med njimi Emma Ko (iz Hongkonga in Združenega kraljestva), Coline Abert (iz Francije), Jerome Bucchan-Nelson (iz Združenega kraljestva), Juliana Lima Dehne (iz Brazilije in ZDA), Joshua Long (iz ZDA), Darío Madrona (iz Španije) in Emil Nygaard Albertsen (iz Danske). Po besedah režiserja Barana bo Odarja so bili vsi scenariji najprej napisani v angleščini, nato pa so pisci in/ali prevajalci prevedli neangleške dele. Odar je imel na snemanju fonetične kopije scenarija, med snemanjem pa so bili prisotni jezikovni pomočniki, ki so zagotavljali točnost dialoga.
Friese in bo Odar imata zamisli za še dve sezoni, z večjo kompleksnostjo v primerjavi s 1. sezono. Načrtovana struktura treh sezon izhaja iz filmskega ozadja Friesejeve in bo Odarja, kjer imajo filmi tri dejanja. Prva sezona je služila določitvi teme in likov ter postavila velika vprašanja. Če bi jo Netflix naročil, bi druga sezona pojasnila simbologijo trikotnikov, Maurin brat pa bi bil pomemben lik. Bo Odar je to drugo dejanje opisal kot »vse o zabavi in igrah, kjer se igrate s temo in morda postanete malo bolj megalomanski in nori, nato pa to v tretji sezoni rešite v upajmo zadovoljivo rešitev.«

### Proračun
Proračun za serijo je znašal najmanj 60 milijonov evrov, pri čemer je 2 milijona evrov prispeval Medienboard Berlin-Brandenburg, 10 milijonov evrov je prispeval Nemški filmski sklad, Netflix pa je v projekt vložil 48 milijonov evrov. 1899 je najdražja nemška televizijska nadaljevanka vseh časov.

### Vloge
16. decembra 2020 so objavili, da so za glavno vlogo izbrali Emily Beecham. 2. maja 2021 so igralski zasedbi dodali: Aneurina Barnarda, Andreasa Pietschmanna, Miguela Bernardeauja, Macieja Musiała, Antona Lesserja, Lucasa Lynggaarda Tønnesena, Rosalie Craig, Claro Rosager, Mario Erwolter, Yanna Gaela, Mathildo Ollivier, Joséja Pimentãoja, Isabello Wei, Gabby Wong, Jonasa Bloqueta, Fflyna Edwardsa in Alexandra Willaumeja, pri čemer je vsak lik govoril v igralčevem maternem jeziku.

### Snemanje
Predprodukcija nadaljevanke se je uradno začela 24. novembra 2020 z enotedenskim snemanjem s poskusnimi objektivi. Sprva so predvideli, da se bo glavno snemanje nadaljevanke začelo 1. februarja 2021, vendar so ga pozneje prestavili za 3 mesece. Snemanje se je uradno začelo 3. maja 2021 v Studiu Babelsberg v Potsdamu, edinem Unescovem ustvarjalnem Mestu filma v Nemčiji.
Nadaljevanko so posneli v novi virtualni produkcijski fazi, imenovani Volume, ki jo upravlja sestrsko podjetje bo Odarja in Friesejeve Dark Bay v Studiu Babelsberg. Snemanje je potekalo tudi v Londonu. Ustvarjalni studio Framestore je poskrbel za vizualne učinke za nadaljevanko. Snemanje so zaključili novembra 2021 z objavo Barana bo Odarja na Instagramu.

## Predvajanje
1899 so z dvema epizodama premierno predvajali  na 47. mednarodnem filmskem festivalu v Torontu 12. septembra 2022. Nadaljevanko so na Netflixu začeli predvajati 17. novembra 2022 skupaj s spremljevalnim dokumentarnim filmom Making 1899.
Netflix je nekaj dni po predvajanju objavil, da je bila 1899 v 58-ih državah najbolj gledan izdelek med vsemi ponudbami, ki so bile tedaj na voljo na Netflixu. Kljub temu so 2. januarja 2023 oddajo odpovedali.

### Preklic in odziv
Paul Tassi je v Forbesu pisal o ukinitvi nadaljevanke 1899 in drugih Netflixovih nadaljevankah: »Počutim se, kot da mi Netflix skoraj aktivno krade moj čas. [...] Odkrito povedano je naporno, in če je tako naporno za gledalce, si moram predstavljati, da je desetkrat bolj naporno za voditelje šovov in igralce. Netflix postaja pokopališče, polno mrtvih nadaljevank z nedokončanimi zaključki. [...] Nekaj se mora spremeniti.«
David Opie je na spletišču Digital Spy dejal, da: »kolikor vemo, morda potekajo pogovori o rešitvi oddaje pri HBO ali Prime Video, poleg tega obstaja majhna možnost, da bi Netflix sam poskusil stvari zaviti v enkratno posebno oddajo ali film. Točno to se je zgodilo po tem, ko so oboževalci pred nekaj leti obsojali odločitev Netflixa, da ukine Sense8 [ki je prav tako mednarodna žanrska oddaja].«
Oboževalci so na družbenih medijih obsojali odločitev, na spletišču Change.org pa so začeli peticijo za rešitev oddaje. Do 23. januarja 2023 je zbrala več kot 87.149 podpisov.

## Sprejem

### Gledanost občinstva
Med prvim tednom se je 1899 uvrstila na drugo mesto Netflixove lestvice Top 10 televizijskih angleških naslovov le tri dni po izidu z 79,27 milijona ur ogledov. Naslednji teden je nadaljevanka ostala na istem mestu in je zbrala 87,89 milijona ur ogledov. V tretjem tednu je serija ustvarila 44,62 milijona ur gledanja in hkrati obdržala drugo mesto.

### Kritični odziv
Nadaljevanka je prejela na splošno pozitivne kritike. Pri spletišču Rotten Tomatoes ima 79 % oceno odobritve »Certified Fresh« na podlagi 28 ocen s povprečno oceno 6,80/10. Kritično soglasje spletišča navaja, da: »1899 vodi svoje večkulturne potnike skozi atmosfersko skrivnost in zagotavlja napeto potovanje, tudi če morda nikoli ne doseže zadovoljivega cilja.« Na spletišču Metacritic, ki uporablja uteženo povprečje, ima nadaljevanka oceno 66/100 na podlagi 12 kritičnih ocen, kar kaže na »splošno ugodne ocene«.
Spletišče Collider je 1899 označilo za eno najboljših novih TV-oddaj leta 2022, spletišče MovieWeb pa jo je uvrstilo na šesto mesto najboljših TV-oddaj tega leta.

### Priznanja
| leto | nagrada                                            | kategorija | nominiranec                                           | izid        | skl    |
| ---- | -------------------------------------------------- | --- | ----------------------------------------------------- | ----------- | ------ |
| 2022 | Camerimage                                         | tekmovanje TV-nadaljevank | 1899                                                  | nominiran/a | [ 37 ] |
| 2023 | nagrade Ameriškega društva direktorjev fotografije | izjemen dosežek v kinematografiji v epizodi nadaljevanke za nekomercialno televizijo (Outstanding Achievement in Cinematography in Episode of a Series for Non-Commercial Television) | Nikolaus Summerer (za epizodo »Klic« (»The Calling«)) | Poteka      | [ 38 ] |
| 2023 | TV-nagrade po izboru kritikov                      | najboljša tujejezična nadaljevanka | 1899                                                  | nominiran/a | [ 39 ] |
| 2023 | Grimmejeva nagrada                                 | najboljša fikcija | 1899                                                  | Poteka      | [ 40 ] |